# Hermann-Hesse-Museum

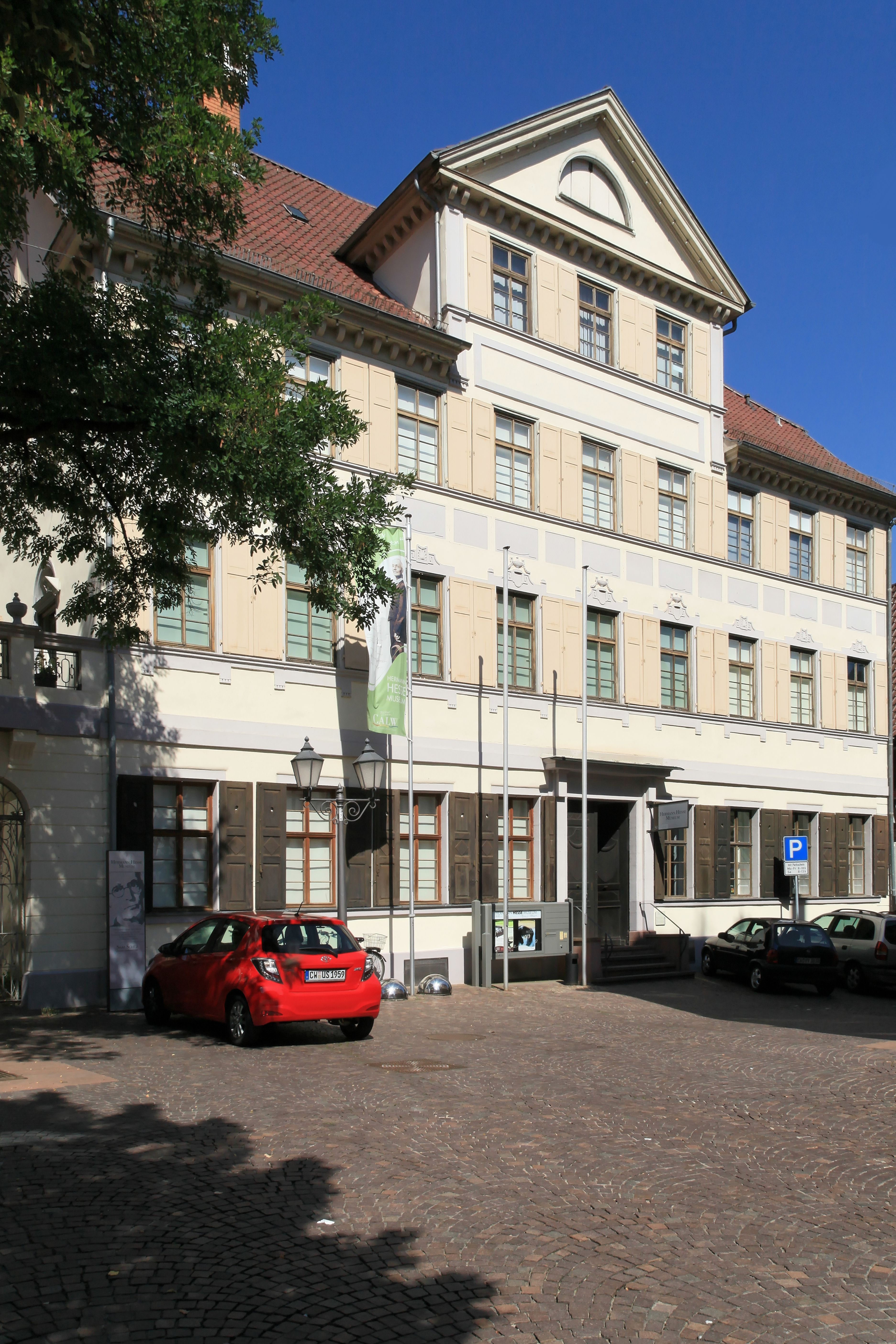
Hermann-Hesse-Museum

Das Hermann-Hesse-Museum in Calw dokumentiert das Leben und Werk des Schriftstellers und Literatur-Nobelpreisträgers Hermann Hesse.

## Ausstellung
Im März 1990 wurde in einem Stadtpalais am Marktplatz 30, dem „Haus Schüz“, eine umfangreiche Dauerausstellung über Hermann Hesse eröffnet. In neun Räumen des zweiten Stocks werden Handschriften, Erstausgaben, Bilder und Dokumente zu Hesses Leben und Werk gezeigt. Einen weiteren Schwerpunkt der Ausstellung bilden die Familien Hesse und Gundert und deren Arbeit für den Calwer Verlagsverein (insbesondere von Hesses Großvater, dem Missionar Hermann Gundert). Im Vortragssaal des Hauses werden regelmäßig Veranstaltungen und Vorlesungen zu Hermann Hesse durchgeführt.

## Vorläufer
Das heutige Museum ist aus einer Gedenkstätte hervorgegangen, die der Stadtarchivar Walter Staudenmeyer 1964 im „Haus Fischer“ (Bischofstraße 48) über dem damals neuen Stadtarchiv eingerichtet hatte. Die dort ausgestellten Leihgaben aus dem Marbacher Schiller-Nationalmuseum konnten im Lauf der Jahre wieder zurückgegeben werden. Gleichzeitig wuchs der Bestand der Städtischen Sammlungen durch einen systematischen Ankauf von Erstausgaben, Briefen und Aquarellen Hesses sowie durch die Schenkung der Sammlung Böhmer.

## Exkurs: Weitere Hermann-Hesse-Stätten in Calw

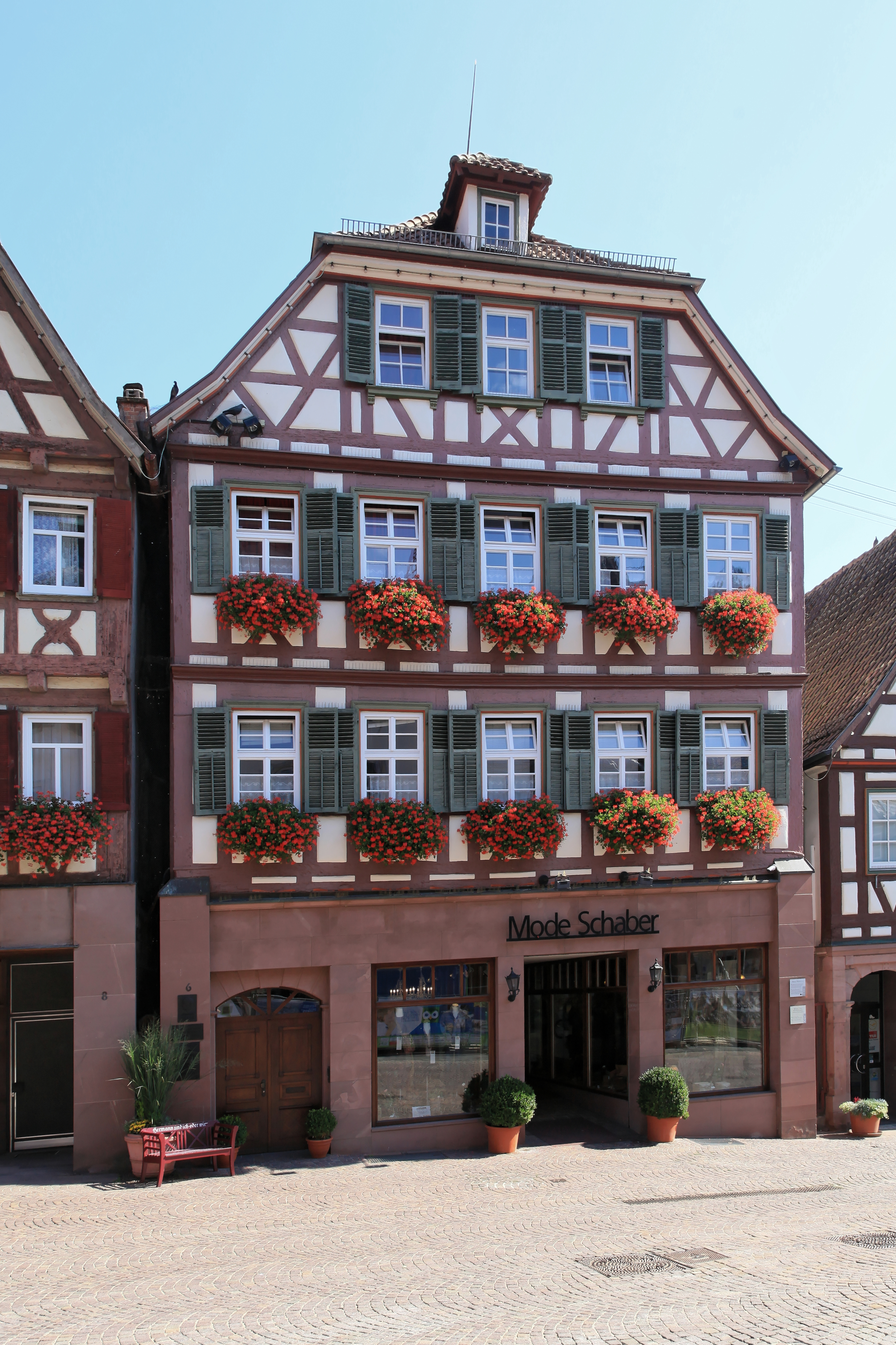
Hermann Hesses Geburtshaus in Calw

Am Marktplatz 6 steht Hesses Geburtshaus (Gedenktafeln), in der Bischofstraße 4 befand sich die Wohnung seiner Großeltern und Eltern; dort war auch der Sitz des Calwer Verlagsvereins (Gedenktafel). In der Lederstraße 24 war 1889–1893 die Wohnung der Familie Hesse (Gedenktafel). Auf dem Friedhof vor der Stadt befinden sich die Gräber der Familien Gundert und Hesse.